# La Almarcha
La Almarcha é um município da Espanha, na província de Cuenca, comunidade autônoma de Castela-Mancha. Tem 64 km² de área e em 2021 tinha 414 habitantes (densidade: 6,5 hab./km²). Limita com os municípios de Castillo de Garcimuñoz, Olivares de Júcar, La Hinojosa, Villalgordo del Marquesado e Villar de la Encina.